# Le Pavillon aux pivoines
Le Pavillon aux pivoines, ou Mudan ting (chinois 牡丹亭, pinyin mǔdāntíng), est une pièce de Tang Xianzu datant de 1598, en cinquante-cinq scènes, appartenant au genre chuanqi.

## Structure et résumé

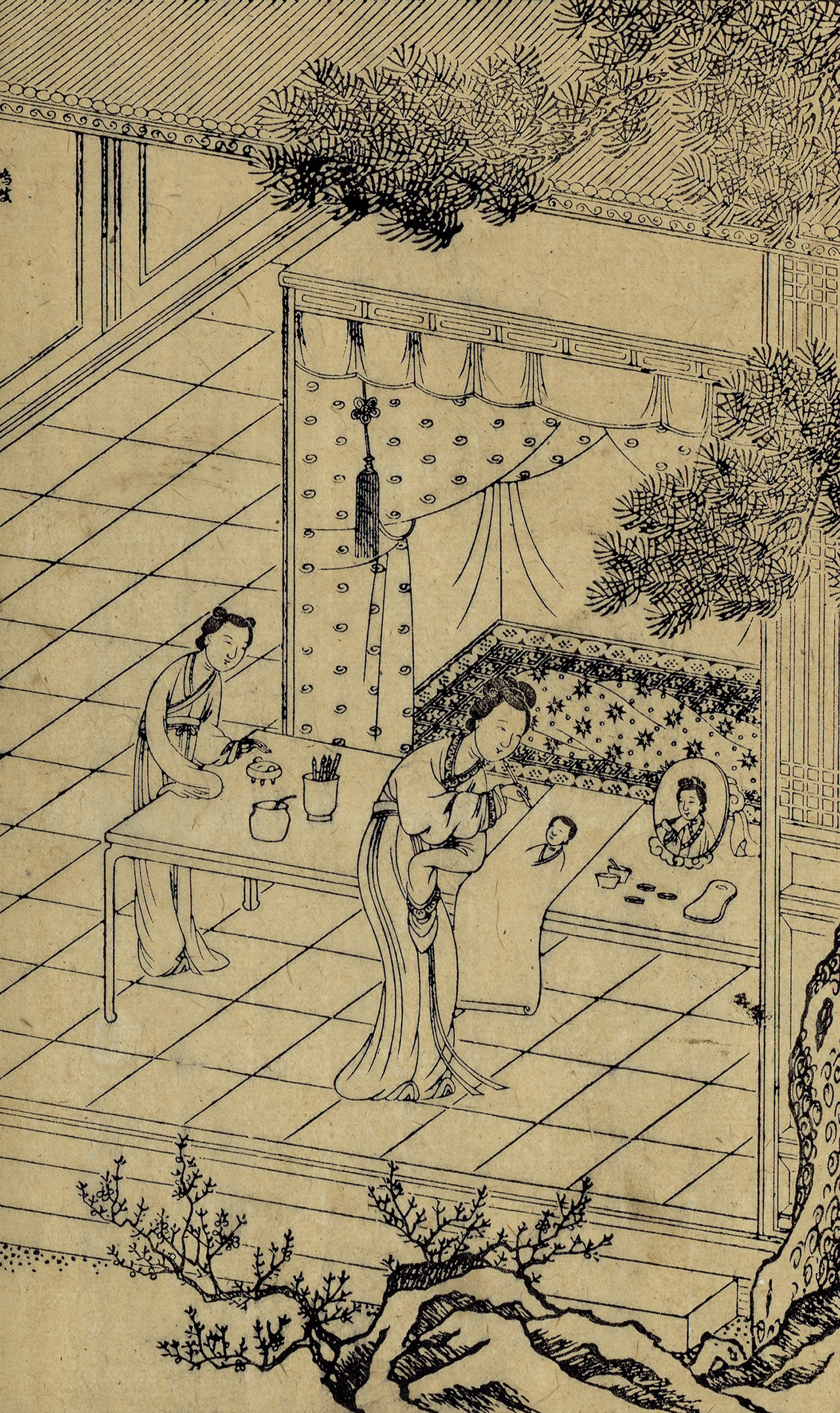
Illustration du Pavillon aux pivoines, datant du règne de Wanli (1572-1620, dynastie Ming).

La pièce peut se diviser en trois grandes parties. La première, de la scène 1 à 20, se déroule pour l'essentiel autour d'un jardin. Du Liniang (Liniang = « la belle fille »), fille du préfet Du, rêve d'un jeune lettré pauvre, dans le pavillon des pivoines. Elle en tombe amoureuse et se donne à lui en songe. Malade d'amour, elle finit par en mourir.
La deuxième va de la scène 21 à la scène 35. Elle se déroule toujours dans un cadre privé, mais le personnage central est désormais l'amoureux. En effet, trois ans plus tard, le jeune homme auquel avait rêvé Du Liniang, Liu Mengmei, qui existe réellement, séjourne par hasard dans ce pavillon, dans le jardin duquel on a enterré la jeune fille. Cette dernière rend visite en rêve à Liu pendant son sommeil, pour lui demander d'ouvrir son cercueil. Du peut alors ressusciter.
De la scène 36 à la dernière, l'action se déroule dans la sphère publique, et se fragmente en plusieurs lieux, autour de plusieurs personnages.

## Sources
Dans sa préface, Tang Xianzu se réfère à trois contes en langue classique du Taiping guangji :
- Taiping guangji, 276. L'histoire provient du Youminglu de Liu Yiqing[2].
- Taiping guangji, 316. L'histoire provient du Lieyi Zhuan (en)[3]. On y trouve le motif de Psyché et Cupidon : l'amant a interdiction de voir son amante, interdiction qu'il enfreint[4]. Tang s'inspire de ce conte pour la scène de l'interrogatoire de Liu par le préfet Du (scène 53)[5].
- Taiping guangji, 319. L'histoire provient du Fayuan zhulin[6].

Il s'est en outre inspiré d'un conte peu connu, en langue vernaculaire, Du Liniang muse huanhun (traduction libre : « Du Liniang, à la recherche du plaisir, revient à la vie »), préservé dans des recueils de la fin des Ming.

## Analyse
Dans le Pavillon aux pivoines, le rêve, opposé à la raison et aux conventions familiales ou sociales, acquiert une puissance supérieure. C'est ce qui a fait son succès auprès du public lettré au cours des siècles suivants.
La pièce privilégie le cœur (xin) et le qing (les sentiments) qui en émanent. Elle s'oppose ainsi au li (理, la raison), notion confucéenne. Une interprétation simplificatrice pourrait toutefois faire du père de Du Liniang un représentant d'un confucianisme orthodoxe et étroit. Mais il est surtout le représentant type de l'« officiel », à l'aise avec les affaires civiles ou militaires, dépassé en revanche par les problèmes familiaux. Aussi refuse-t-il de considérer, ainsi que le suggère sa femme, que la maladie de sa fille pourrait être de nature sexuelle (scène 16). Le refus de croire en la résurrection de sa fille est aussi dû à son refus d'accepter que celle-ci ait une sexualité (scène 55). En ce sens la pièce, outre le fait d'être la célébration de la passion de deux jeunes gens, est aussi une tragédie sur un père, qui devient un personnage important dans la seconde partie de la pièce, incapable de reconnaître que son enfant est devenue une jeune fille. Ainsi peut s'expliquer la torture infligée au jeune Liu, considéré comme un pilleur de tombe par son beau-père (scène 53). La fin de la pièce, marquant une rupture définitive entre le père et la fille, est une célébration du système traditionnel du mariage.
Les pièces de théâtre étaient principalement jouées par des troupes familiales, au service de riches familles. Ces troupes jouaient des scènes choisies de chuanqi. Le style musical à la mode était le kunqu. Du temps de Tang Xianzu, cette mode concernait surtout la région de Jiangnan et la ville de Suzhou. En dehors de ces représentations destinées à un public rare, le reste de la population n'avait que peu souvent l'occasion de voir des pièces : célébrations collectives telles que mariages, anniversaires..., qui permettaient de mettre en scène des pièces entières. Le Pavillon aux pivoines a sans doute été destiné par son auteur à être joué en entier dans de telles occasions, dans le style musical du Jiangxi, et non pour le kunqu.
Mais c'est dans le style du kunqu que la pièce a par la suite sans doute toujours été jouée. Difficile à chanter, la pièce a fait l'objet de modifications du vivant de l'auteur, ce qui a suscité des protestations de ce dernier.
Les nombreuses éditions de la pièce attestent qu'elle a été un succès de lecture, notamment chez les femmes lettrées. Elle a eu une grande influence sur d'autres pièces postérieures, comme Le Palais de la longévité de Hong Sheng.  La pièce a rarement été jouée en entier. Seules quelques scènes étaient généralement jouées, la septième étant la plus populaire.
On ignore si la pièce a été jouée en entier du vivant de Tang Xianzu. Elle l'a été en 1980 à Suzhou, et puis à New York, Caen et au Festival d'automne à Paris en 1999.

## Traduction
- Tang Xianzu (trad. André Lévy, préf. André Lévy), Le Pavillon aux pivoines, Festival d'automne à Paris/Musica Falsa, 1999 (1re éd. 1998), 412 p. (ISBN 2-9512386-2-2)

## Discographie
- Le Pavillon aux pivoines, opéra classique chinois kunqu, Hua Wen-yi, Kao Hui-lan, troupe Lan Ting, Maison des cultures du monde, « Inédit », 1995/2001 [PDF] [livret en ligne]